# Tadeu Amat i Brusi
Tadeu Amat i Brusi (Barcelona, 31 de desembre de 1811 — Los Angeles, Estats Units, 1878) fou un missioner paül que va esdevenir el primer bisbe de Los Angeles, Califòrnia.
Va néixer a Barcelona, però el 1835 emigrà a França, on acabà els estudis i fou ordenat en la Congregació de la Missió (Paüls) a París el 1837. L'any següent se n'anà a Nova Orleans, als Estats Units d'Amèrica. Aconseguí ser rector del Saint Charles Borromeo Seminary a Filadèlfia (1847-48). El 1854 fou nomenat bisbe de Monterey, Califòrnia. S'adonà que Los Angeles seria el centre geogràfic de la futura Califòrnia, i demanà a la Santa Seu de ser-hi transferit. L'any 1855 va arribar a Los Angeles, i l'any 1859, la diòcesi de Monterey va esdevenir la diòcesi de Monterey-Los Angeles. Va esdevenir doncs el primer bisbe de Los Angeles.
També va fundar l'any 1876 la primera catedral de la ciutat, la catedral de Santa Vibiana. I va ser un remarcable promotor de centres educatius i assistencials. Fundà diversos asils i escoles.
Fou bisbe fins a la seva mort l'any 1878, quan el substituí Francesc Mora i Borrell.